# Iglesia de Santo Domingo de Guzmán (Terrinches)
La iglesia de Santo Domingo de Guzmán es un templo católico de la localidad española de Terrinches, en la provincia de Ciudad Real (Castilla-La Mancha). Fue construida entre los años 1468 a 1493, en una primera fase, y entre 1494 y 1515, época del reinado de los Reyes Católicos, en una segunda, durante la que tuvieron lugar reformas, con aportaciones decorativas de gótico flamígero, en portadas y huecos (así como en la portada principal, que data de 1520).

## Descripción
Esta iglesia sigue el esquema de templo-fortaleza, en una sola nave (37x12 metros), con muros de carga y contrafuertes muy marcados exteriormente, combinados con arcos fajones de medio punto, que arrancan sobre columnas o pilastras adosadas a los muros, formando una bóveda de cañón. La torre-campanario, que se sitúa a los pies, al oeste en el eje longitudinal, es de planta cuadrada en un primer cuerpo, y octogonal en un segundo cuerpo. El ábside es poligonal de tres lados; dispone de coro a los pies, sobre un gran arco carpanel de piedra, y cuenta con una gran balaustrada de madera y acceso por escalera de caracol, en piedra, con espigón central torneado, formando molduras. La cubierta es de dos aguas, en teja árabe, sobre cerchas de madera apoyadas en los muros de mampostería y sillería, y dispone de una pequeña ventana, tipo buhardilla, y una cornisa o alero, con canecillos y tablero de madera.
Exteriormente presenta once contrafuertes, siendo uno de ellos de menor altura y sección, junto a la puerta principal; los demás tienen dos cuerpos, siendo de mayor sección el interior, rematados en forma piramidal a tres aguas, en piedra. Actualmente tres de ellos están enfoscados, en la fachada principal. El paso entre las distintas secciones se lleva a cabo mediante imposta de piedra labrada, estando la parte superior corrida por toda la fachada. En la torre, en el segundo cuerpo, tenemos tres impostas, siendo la más alta una antigua cornisa. La portada principal es de arcos apuntados, abocinando algo la entrada, con columnillas, rematada con un arco conopial con escudos, florones y rosetones labrados dentro de los paños cajeados por un alfiz, que se remata con un friso labrado en la piedra.
La nave interior presenta cabecera de tres lados, poligonal, elevada tres escaleras sobre el suelo del templo, con altar y retablo de tres lados, con tres calles principales y tres cuerpos con órdenes jónico y corintio, adintelado abajo, y con frontones triangulares arriba, de estilo neoclásico. Las pilastras y arcos fajones son de sillería vista, estando el resto de la iglesia enlucida y pintada. Se crean cuatro paños de bóvedas y cuatro arcos fajones, siendo la intersección de la bóveda y los muros a base de bóvedas vaídas o lunetos. La nave tiene una altura libre de 12,75 metros. Se marca el arranque de los arcos con una imposta de piedra labrada, que recorre todos los muros. El suelo es de baldosa cerámica. Junto al coro, encontramos un balcón o tribuna, de grandes vigas de madera y balaustrada, donde se sitúa el órgano. La fachada principal tiene dos ventanas enmarcadas. La nave está orientada de este a oeste, en su eje principal, girando levemente hacia el noreste, sureste.

## Culto
La iglesia de Santo Domingo de Guzmán es un templo religioso bajo la advocación de Santo Domingo de Guzmán y sede de la parroquia.